# Armarium

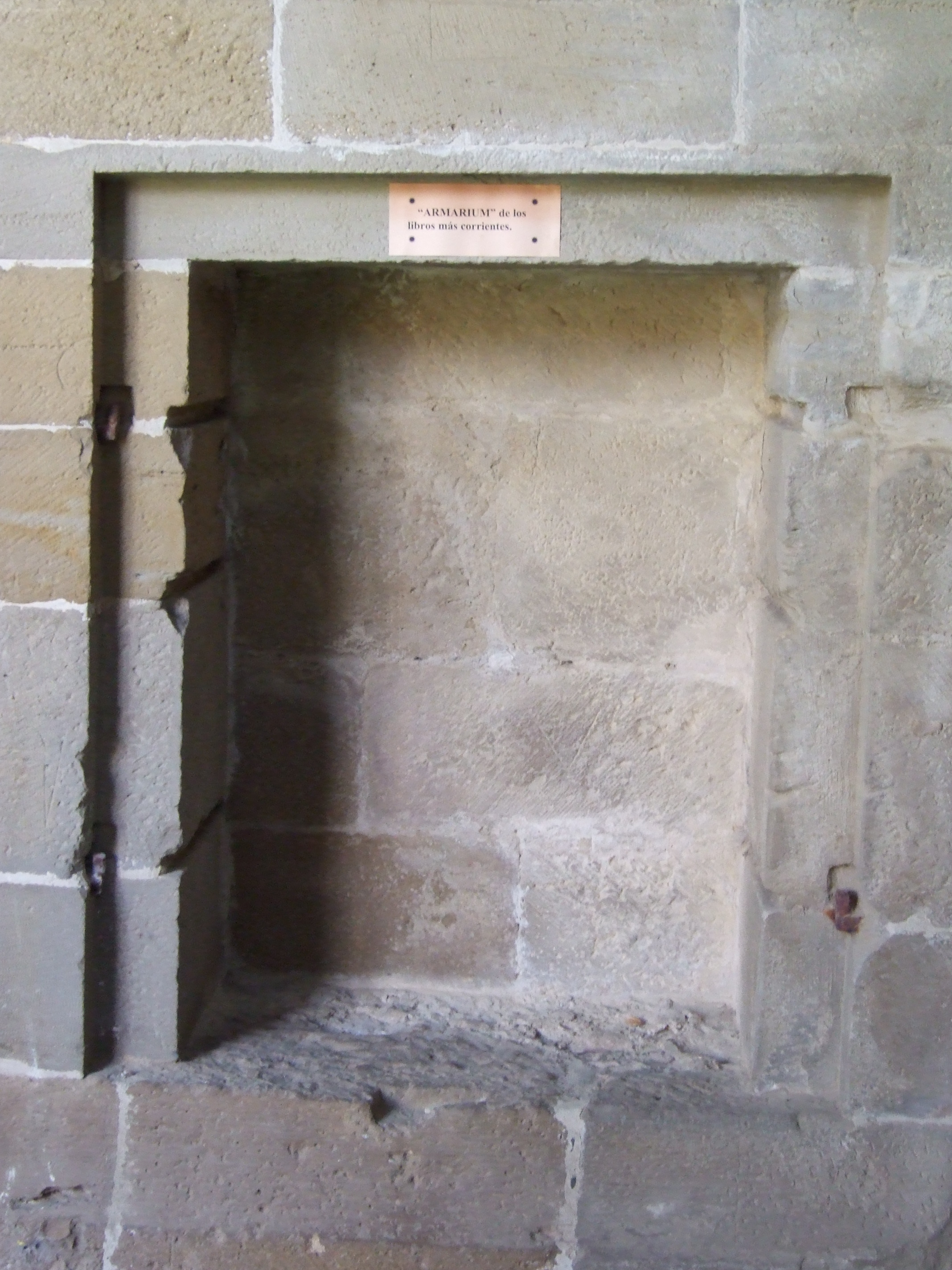
Ejemplo de un armarium del Monasterio de la Oliva, en España.

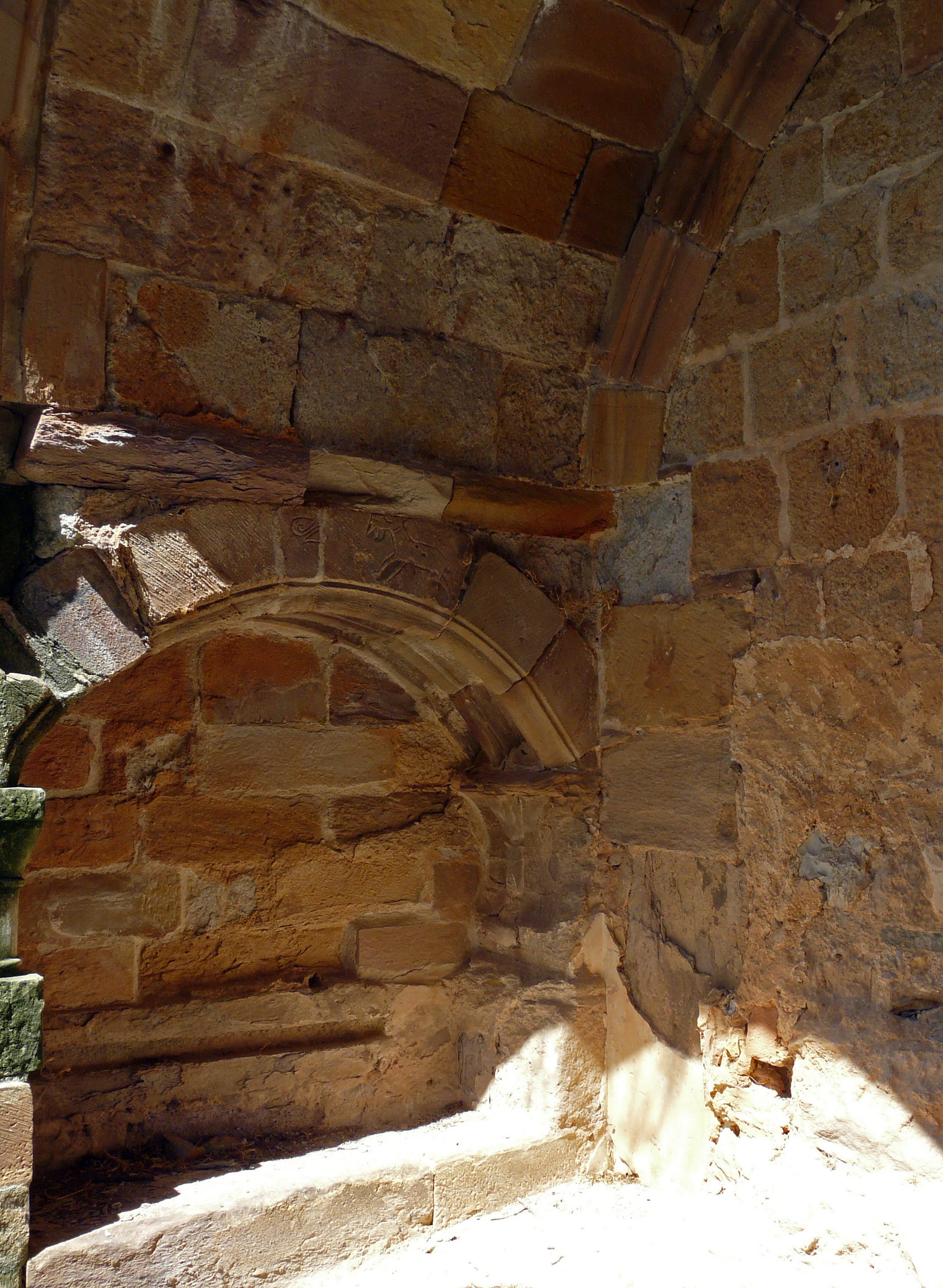
Armarium del Monasterio de Moreruela, Granja de Moreruela, Zamora, España

El armarium (del latín: armarium; español: armario) es el nombre de un determinado nicho en el claustro de un monasterio. A veces también armariolum.
Los monjes guardaban en tales armarii sus libros litúrgicos. En los monasterios de los siglos XII y XIII, cuando todavía no se habían impuesto las grandes bibliotecas –la escasa cantidad de libros no hacía necesaria tal cantidad de espacio–, los armarii eran nichos en la pared oriental del claustro, entre la sala capitular y la portada de la iglesia. El armarium era administrado por un cantor, que lo mantenía cerrado durante las horas de trabajo corporal, durante la noche y la comida. Delante del armarium ardía una vela. Dentro se colocaban tablas, que soportaban los libros. Las puertas daban una cierta protección.
Tras el aumento del número de libros en los monasterios, algunos armarii fueron reconvertidos en tumbas para el abad u otro personaje importante.